# Pihlalaid (Kahtla-Kübassaare hoiuala)
Pihlalaid ist eine unbewohnte Insel, 430 Meter von der größten estnischen Insel Saaremaa entfernt. Die Insel liegt in der Landgemeinde Saaremaa im Kreis Saare. Sie liegt in der Bucht Udriku laht. Die Insel wird zwar vom Kahtla-Kübassaare hoiuala umschlossen, gehört aber zum Kübassaare maastikukaitseala.
Pihlalaid ist 240 Meter lang und 130 Meter breit.